# Lee Seung-mo
Đây là một tên người Triều Tiên, họ là Lee.
Lee Seung-mo (sinh ngày 30 tháng 3 năm 1998) là một hậu vệ bóng đá Hàn Quốc thi đấu cho Pohang Steelers và Đội tuyển bóng đá U-20 quốc gia Hàn Quốc.